# Мючарнок
Галерия „Мючарнок“ (на унгарски: Műcsarnok) е най-голямата изложбена зала в Будапеща, разположена на Площада на героите срещу Музея на изящните изкуства. Тя най-често е домакин на изложби на съвременното изкуство. От 2011 г. е под ръководството на Унгарската академия на изкуствата.

## История
Галерия „Мючарнок“ е създадена през 1895 – 1896 г. по повод честванията на 1000-годишния юбилей от унгарското завладяване на Панония и Карпатския басейн. Сградата е построена по проект на архитекта Алберт Шикеданц (1846 – 1915) в сътрудничество с Ференц Фюльоп Херцог (1860 – 1925). Щетите, причинени от Втората световна война, са отстранени през 1949 – 1950 г. под ръководството на Ласло Боршош.

## Архитектура
Сградата има базилически основи с фасада в стил еклектика, неокласицизъм, със силно издаден шестколонен портик, затворен с тимпан. Тимпанът на сградата е украсен с мозайката „Св. Ищван, патронът на изкуствата“, дело на Йено Харанги от 1941 г. По дължината на покритата с клинкерни тухли сграда има пъстър керамичен фриз. Лайош Деак-Ебнер украсява сградата със стенописи.

На 16 юни 1989 г. на стъпалата на галерията се състои поклонението пред Имре Наги и неговите събратя преди повторното им погребение. Сградата е реконструирана между 1991 и 1994 година. В залите ѝ се излагат репрезентативни творби на местни и чуждестранни художници. 